# Kaï
Kaï is een gemeente (commune) in de regio Sikasso in Mali. De gemeente telt 8200 inwoners (2009).
De gemeente bestaat uit de volgende plaatsen:
- Daoulasso
- Derbasso
- Kaï
- Kardiasso
- Tiéni
- Tiénima
- Wéléni-Fièbala